# 严正 (1963年)
严正（1963年3月—），海南省海口市人，中华人民共和国政治人物。

## 生平
1995年2月，担任海南省水利局水政水资源处副处长。1998年2月，担任海南省水利局水资源及水土保持处处长。2001年，担任海南省水利局副局长。2006年11月，升任中共海南省文昌市委副书记、文昌市人民政府代市长。2009年9月，担任海南省白沙黎族自治县委书记。此外是中共海南省第六届委员会委员。2016年12月25日，中国共产党海南省第六届委员会第十二次全体会议听取了海南省纪委《关于严正同志严重违纪问题的审查报告》的说明，审议通过了《关于严正同志严重违纪问题的审查报告》。